# (6141) Durda
(6141) Durda (1992 YC3) – planetoida z grupy przecinających orbitę Marsa okrążająca Słońce w ciągu 2,45 lat w średniej odległości 1,82 au. Odkryta 26 grudnia 1992 roku.